# Tommy Steele
Sir Thomas Hicks, noto professionalmente come Tommy Steele (Bermondsey, 17 dicembre 1936) è un cantante britannico.

## Biografia
Tommy Steele viene ricordato come la prima teen idol britannica. Nel 1957 il suo singolo Singing the Blues raggiunse il primo posto nelle classifiche inglesi. Viene ricordato tra i primi teen idol britannici.
Alla carriera canora, sviluppatasi prevalentemente dagli anni cinquanta agli anni ottanta, Steele ha affiancato la carriera di attore cinematografico e teatrale, apparendo in numerosi musical a Broadway e nel West End londinese. Per la sua performance nel musical Half a Sixpence a Broadway ottenne una candidatura al Tony Award al miglior attore protagonista in un musical.
Fratello maggiore di Colin Hicks, Steele è sposato con Winifred Ann Donoughue dal 1960 e la coppia ha avuto una figlia, Emma, nata nel 1969.

## Filmografia parziale
- Il più felice dei miliardari (The Happiest Millionaire), regia di Norman Tokar (1967)
- Sulle ali dell'arcobaleno (Finian's Rainbow), regia di Francis Ford Coppola (1968)

## Doppiatori italiani
- Cesare Barbetti ne Il più felice dei miliardardi (dialoghi)
- Ernesto Brancucci ne Il più felice dei miliardari (canto)